# (18497) Nevězice
(18497) Nevězice, désignation internationale (18497) Nevezice, est un astéroïde de la ceinture principale.

## Description
(18497) Nevezice est un astéroïde de la ceinture principale. Il fut découvert le 11 juin 1996 à l'Observatoire Kleť par Miloš Tichý et Zdeněk Moravec. Il présente une orbite caractérisée par un demi-grand axe de 2,28 UA, une excentricité de 0,14 et une inclinaison de 8,1° par rapport à l'écliptique.

## Compléments